# Saint-Cyr-des-Gâts
Saint-Cyr-des-Gâts é uma comuna francesa na região administrativa da Pays de la Loire, no departamento de Vendéia. Estende-se por uma área de 21,08 km². Em 2010 a comuna tinha 539 habitantes (densidade: 25,6 hab./km²).